# 2MASSW J0856479+223518
| 2MASSW J0856479+223518                                  | 2MASSW J0856479+223518 |
| ------------------------------------------------------- | ---------------------- |
| Beobachtungsdaten Äquinoktium: J2000.0, Epoche: J2000.0 |                        |
| Sternbild                                               | Krebs                  |
| Rektaszension                                           | 08h 56m 47,9s          |
| Deklination                                             | +22° 35′ 18″           |
| Helligkeit (J-Band)                                     | 15,7 mag               |
| Spektralklasse                                          | ca. L3 L5? + L8?       |
| Astrometrie                                             |                        |
| Entfernung                                              | ca. 30 bis 40 pc       |
| Katalogeinträge                                         |                        |
| 2MASS J08564793+2235182 2MASSI J0856479+223518          |                        |

2MASSW J0856479+223518 ist ein mögliches enges Doppelsystem zweier ultrakühler Zwerge im Sternbild Krebs.
Das Objekt wurde durch Analyse von Daten des Two Micron All Sky Surveys als ultrakühler L-Zwerg identifiziert. Eine im Jahr 2003 publizierte Untersuchung mit Hilfe des Hubble-Weltraumteleskops ergab Hinweise darauf, dass es sich um ein enges Doppelsystem mit einem Winkelabstand von etwa einer Zehntel Bogensekunde und einem relativ großen Helligkeitsunterschied handelt. Diese Konstellation macht es sehr schwierig, dies zu bestätigen und verlässliche Informationen über das mutmaßliche System zu gewinnen.
Das unaufgelöste Objekt wurde der Spektralklasse L3 zugeordnet; sollte es sich um ein Doppelsystem handeln, dann könnten die Komponenten in etwa den Spektralklassen L5 und L8 angehören. Photometrische Entfernungsabschätzungen für das Objekt ergeben eine Distanz in der Größenordnung von 30 bis 40 Parsec.